# Дискографія Ateez
Південнокорейський бой-бенд Ateez випустили три студійних альбоми, одинадцять мініальбомів та двадцять чотири сингли. Гурт дебютував 24 жовтня 2018 року з мініальбомом Treasure EP.1: All to Zero, розпочавши п'яти частинну серію альбомів Treasure. Відразу після дебюту, вони привернули міжнародну увагу, а їхній другий мініальбом, Treasure EP.2: Zero to One, зайняв сьоме місце в чарті Billboard Heatseekers Albums Chart й п'яте місце у World Albums Chart. Treasure EP.Fin: All to Action став першим альбомом, який очолив південнокорейський Gaon Album Chart. У грудні 2019 року гурт випустив перший японський альбом Treasure EP.Extra: Shift the M.
Пізніше Ateez почали чотирьох частинну серію альбомів Fever. У липні 2020 року з їхнім релізом Zero: Fever Part.1 стали першим гуртом в країні, який отримав платинову сертифікацію альбому. Наступні мініальбоми Zero: Fever Part.2 та Zero: Fever Part.3, у 2021 році отримали подвійну платинову сертифікацію. Zero: Fever Part.3 та Zero: Fever Epilogue посіли 42 та 73 місце, відповідно в головному чарті США Billboard 200. Ateez продали понад чотири мільйони копії альбомів по всьому світу. У 2020 році вони посіли 10-те місце серед найпродаваніших чоловічих альбомів у Південній Кореї, а у 2021 році — 8-ме місце серед найпродаваніших альбомів у країні.

## Альбоми

### Студійні альбоми
| Назва                                                                            | Деталі альбому | Пікові позиції у чартах | Пікові позиції у чартах | Пікові позиції у чартах | Пікові позиції у чартах | Пікові позиції у чартах | Пікові позиції у чартах | Пікові позиції у чартах | Продажі                                                            |
| Назва                                                                            | Деталі альбому | KOR                     | AUS Dig.                | FRA Dig.                | HUN                     | JPN                     | US Heat.                | US World                | Продажі                                                            |
| -------------------------------------------------------------------------------- | --- | ----------------------- | ----------------------- | ----------------------- | ----------------------- | ----------------------- | ----------------------- | ----------------------- | ------------------------------------------------------------------ |
| Treasure EP.Fin: All to Action                                                   | - Реліз: 8 жовтня 2019 - Лейбл: KQ Entertainment - Формати: CD, Завантаження музики, стримінг | 1                       | 32                      | 53                      | 15                      | —                       | 10                      | 7                       | - Південна Корея: 248,581 - США: 1,000                             |
| Treasure EP.Extra: Shift the Map                                                 | - Реліз: 4 грудня 2019 - Лейбл: Nippon Columbia - Формати: CD, CD+DVD, завантаження музики, стримінг Список пісень 1. «Hearts Awakened, Live Alive» (Expression Revisited) 2. «HALA HALA» (Traditional Treatment mix) 3. «Pirate King» (Overload mix) 4. «Treasure» (Smoothing Harmonies mix) 5. «Utopia» (Japanese version) 6. «Say My Name» (Flavor of Latin with Juwon Park) 7. «Illusion» (Chillin' with Buddy mix) 8. «Wave» (Ollounder's Bold Dynamics mix) 9. «Aurora» (Japanese version) 10. «Twilight» (Classic Buddy mix) 11. «Promise» (Notation from Senor Juwon Park) | —                       | —                       | —                       | —                       | 9                       | —                       | —                       | - Японія: 13,390 (Фіз.)                                            |
| Into the A to Z                                                                  | - Реліз: 24 березня 2021 - Лейбл: Nippon Columbia - Формати: CD, CD+DVD, завантаження музики, стримінг Список пісень 1. «Pirate King» (Японська версія) 2. «Say My Name» (Японська версія) 3. «Utopia» (Японська версія) 4. «Aurora» (Японська версія) 5. «Wonderland» (Японська версія) 6. «Answer» (Японська версія) 7. «Better» 8. «Thanxx» (Японська версія) 9. «Inception» (Японська версія) 10. «Still Here» | —                       | —                       | Н/Д                     | —                       | 6                       | —                       | —                       | - Японія: 11,868 (Фіз.)                                            |
| The World EP.Fin: Will                                                           | - Реліз: 1 грудня 2023 - Лейбли: KQ Entertainment, RCA, Legacy - Формати: CD, CD+DVD, завантаження музики, стримінг | 1                       | —                       | Н/Д                     | В очікуванні            | 3                       | —                       | 1                       | - Південна Корея: 1,744,011 - Японія: 87,422 (Фіз.) - США: 146,000 |
| «—» релізи, що не потрапили у чарти або не були випущені у відповідних регіонах. | |                         |                         |                         |                         |                         |                         |                         |                                                                    |

## Мініальбоми
| Назва                                                                            | Деталі | Пікові позиції у чартах | Пікові позиції у чартах | Пікові позиції у чартах | Пікові позиції у чартах | Пікові позиції у чартах | Пікові позиції у чартах | Пікові позиції у чартах | Пікові позиції у чартах | Пікові позиції у чартах | Продажі                                                           | Сертифікації        |
| Назва                                                                            | Деталі | KOR                     | AUS Dig.                | BEL (FL)                | HUN                     | JPN                     | UK                      | US                      | US Heat.                | US World                | Продажі                                                           | Сертифікації        |
| -------------------------------------------------------------------------------- | --- | ----------------------- | ----------------------- | ----------------------- | ----------------------- | ----------------------- | ----------------------- | ----------------------- | ----------------------- | ----------------------- | ----------------------------------------------------------------- | ------------------- |
| Treasure EP.1: All to Zero                                                       | - Реліз: 24 жовтня 2018 - Лейбл: KQ Entertainment - Формати: CD, цифрове завантаження, стримінг | 7                       | —                       | 153                     | 39                      | —                       | —                       | —                       | —                       | 9                       | - Південна Корея: 108,161 - США: 10,000                           |                     |
| Treasure EP.2: Zero to One                                                       | - Реліз: 15 січня 2019 - Лейбл: KQ Entertainment - Формати: CD, цифрове завантаження, стримінг | 6                       | —                       | —                       | —                       | —                       | —                       | —                       | 7                       | 5                       | - Південна Корея: 128,119 - США: 1,000                            |                     |
| Treasure EP.3: One to All                                                        | - Реліз: 10 червня 2019 - Лейбл: KQ Entertainment - Формати: CD, цифрове завантаження, стримінг | 2                       | 35                      | 180                     | 14                      | 25                      | —                       | —                       | 9                       | 8                       | - Південна Корея: 214,081 - Японія: 4,370 (Фіз.) - США: 1,000     |                     |
| Treasure Epilogue: Action to Answer                                              | - Реліз: 6 січня 2020 - Лейбл: KQ Entertainment - Формати: CD, цифрове завантаження, стримінг | 1                       | —                       | 144                     | 19                      | 31                      | —                       | —                       | 18                      | 5                       | - Південна Корея: 208,123 - Японія: 1,472 (фіз.) - США: 3,000     |                     |
| Treasure EP.Map to Answer                                                        | - Реліз: 12 лютого 2020 - Лейбл: Nippon Columbia - Формати: CD, CD+DVD, цифрове завантаження, стримінг Список пісень 1. «Declaration» 2. «Answer» (Japanese version) 3. «Better» 4. «Wonderland» (Sean Oh's Skrt mix) 5. «Sunrise» (Atmospheric mix by Spacecowboy) 6. «Star 1117» (Buddy's Melodic mix)                                                             | —                       | —                       | —                       | —                       | 3                       | —                       | —                       | —                       | —                       | - Японія: 18,988 (Фіз.)                                           |                     |
| Zero: Fever Part.1                                                               | - Реліз: 29 липня 2020(KOR) - Лейбл: KQ Entertainment - Формати: CD, цифрове завантаження, стримінг | 1                       | —                       | 41                      | 9                       | 9                       | —                       | —                       | —                       | 6                       | Південна Корея: 409,096 - Японія: 10,845 (Фіз.)                   | - KMCA: Platinum    |
| Zero: Fever Part.2                                                               | - Реліз: 1 березня 2021 - Лейбл: KQ Entertainment - Формати: CD, цифрове завантаження, стримінг | 1                       | —                       | 113                     | 18                      | 10                      | —                       | —                       | 9                       | 8                       | - Південна Корея: 514,515 - Японія: 11,254 (Фіз.)                 | - KMCA: 2× Platinum |
| Zero: Fever Part.3                                                               | - Реліз: 13 вересня 2021 - Лейбл: KQ Entertainment - Формати: CD, цифрове завантаження, стримінг | 2                       | —                       | 47                      | 14                      | 9                       | —                       | 42                      | Н/Д                     | 1                       | - Південна Корея: 737,124 - Японія: 15,921 (Фіз.)                 | - KMCA: 2× Platinum |
| Zero: Fever Epilogue                                                             | - Реліз: 10 грудня 2021 - Лейбл: KQ Entertainment - Формати: CD, цифрове завантаження, стримінг | 1                       | —                       | 35                      | 17                      | 9                       | —                       | 73                      | Н/Д                     | 1                       | - Південна Корея: 417,211 - Японія: 18,124 (Фіз.)                 | - KMCA: Platinum    |
| Beyond: Zero                                                                     | - Реліз: 25 травня 2022 - Лейбл: Nippon Columbia - Формати: CD, CD+DVD, цифрове завантаження, стримінг Список пісень 1. «Intro [Beyond: Zero]» 2. «Deja Vu» (Japanese version) 3. «Rocky» (Boxers version) 4. «The King» 5. «Turbulence» (夜間飛行 야간비행) (Japanese version) 6. «Take Me Home» (Japanese version) 7. «Fireworks (I'm the One)» (Japanese version) | —                       | —                       | —                       | —                       | 2                       | —                       | —                       | Н/Д                     | —                       | Японія: 50,647 (Фіз.)                                             |                     |
| The World EP.1: Movement                                                         | - Реліз: 29 липня 2022 - Лейбл: KQ Entertainment - Формати: CD, цифрове завантаження, стримінг | 1                       | 15                      | 21                      | 19                      | 4                       | —                       | 3                       | Н/Д                     | 1                       | - Південна Корея: 1,002,031 - Японія: 42,057 - США: 100,000       | - KMCA: Million     |
| The World EP. Paradigm                                                           | - Реліз: 30 листопада 2022 - Лейбл: Nippon Columbia - Формати: CD, CD+DVD, цифрове завантаження, стримінг Список пісень 1. «Intro: Siren» 2. «Paradigm» 3. «Cyberpunk» (Japanese version) 4. «Guerrilla» (Flag version) 5. «New World» (Japanese version) 6. «Outro: Liberty»                                                                                        | —                       | —                       | —                       | —                       | 1                       | —                       | —                       | Н/Д                     | —                       | Японія: 63,778 (Фіз.)                                             |                     |
| The World EP.2: Outlaw                                                           | - Реліз: 16 червня 2023 - Лейбл: KQ Entertainment - Формати: CD, цифрове завантаження, стримінг | 1                       | —                       | 3                       | —                       | 1                       | 10                      | 2                       | Н/Д                     | 1                       | - Південна Корея: 1,501,985 - Японія: 83,243(Фіз.) - США: 101,000 | - KMCA: Million     |
| «—» релізи, що не потрапили у чарти або не були випущені у відповідних регіонах. | |                         |                         |                         |                         |                         |                         |                         |                         |                         |                                                                   |                     |

## Сингл-альбоми
| Назва                                                                            | Деталі | Пікові позиції у чартах | Пікові позиції у чартах | Пікові позиції у чартах | Пікові позиції у чартах | Пікові позиції у чартах | Продажі                 | Сертифікації     |
| Назва                                                                            | Деталі | KOR                     | BEL (FL)                | JPN                     | US                      | US World                | Продажі                 | Сертифікації     |
| -------------------------------------------------------------------------------- | --- | ----------------------- | ----------------------- | ----------------------- | ----------------------- | ----------------------- | ----------------------- | ---------------- |
| Season Songs (з Кім Чон Ґуком)                                                   | - Реліз: 16 серпня 2021 - Лейбли: KQ Entertainment, Turbo JK Company - Формати: USB, цифрове завантаження, стримінг Список пісень 1. «Be My Lover» (바다 보러 갈래?) 2. «White Love» (여름날의 겨울동화) 3. «The Black Cat Nero» (검은 고양이 네로) | —                       | —                       | —                       | —                       | —                       | Н/Д                     |                  |
| Spin Off: From the Witness                                                       | - Реліз: 30 грудня 2022 - Лейбли: KQ Entertainment, RCA, Legacy - Формати: CD, цифрове завантаження, стримінг | 1                       | 23                      | 23                      | 7                       | 1                       | Південна Корея: 494,496 | - KMCA: Platinum |
| «—» релізи, що не потрапили у чарти або не були випущені у відповідних регіонах. | |                         |                         |                         |                         |                         |                         |                  |

## Сингли

### Як провідний виконавець
| Назва | Рік  | Пікові позиції у чартах | Пікові позиції у чартах | Пікові позиції у чартах | Пікові позиції у чартах | Пікові позиції у чартах | Пікові позиції у чартах | Пікові позиції у чартах | Продажі                 | Альбом                                                            |
| Назва | Рік  | KOR                     | KOR Billb.              | HUN                     | JPN                     | JPN Hot                 | NZ Hot                  | US World                | Продажі                 | Альбом                                                            |
| --- | ---- | ----------------------- | ----------------------- | ----------------------- | ----------------------- | ----------------------- | ----------------------- | ----------------------- | ----------------------- | ----------------------------------------------------------------- |
| «Pirate King» (해적왕)                                                                                           | 2018 | —                       | —                       | —                       | —                       | —                       | —                       | —                       | Н/Д                     | Treasure EP.1: All to Zero                                        |
| «Treasure» | 2018 | —                       | —                       | —                       | —                       | —                       | —                       | —                       | Н/Д                     | Treasure EP.1: All to Zero                                        |
| «Say My Name» | 2019 | —                       | —                       | —                       | —                       | —                       | —                       | 8                       | Н/Д                     | Treasure EP.2: Zero to One                                        |
| «Illusion» | 2019 | —                       | 70                      | —                       | —                       | —                       | —                       | 23                      | Н/Д                     | Treasure EP.3: One to All                                         |
| «Wave» | 2019 | —                       | —                       | —                       | —                       | —                       | —                       | 17                      | Н/Д                     | Treasure EP.3: One to All                                         |
| «Wonderland» | 2019 | —                       | —                       | —                       | —                       | —                       | —                       | 6                       | - США: 1,000            | Treasure EP.Fin: All to Action                                    |
| «Utopia» (Японська версія)                                                                                       | 2019 | —                       | —                       | —                       | —                       | —                       | —                       | —                       | Н/Д                     | Treasure EP.Extra: Shift the Map                                  |
| «Answer» | 2020 | —                       | —                       | —                       | —                       | —                       | —                       | 6                       | - США: 1,000            | Treasure Epilogue: Action to Answer and Treasure EP.Map to Answer |
| «Inception» | 2020 | —                       | —                       | —                       | —                       | —                       | —                       | 9                       | Н/Д                     | Zero: Fever Part.1                                                |
| «Thanxx» | 2020 | —                       | —                       | —                       | —                       | —                       | —                       | 18                      | Н/Д                     | Zero: Fever Part.1                                                |
| «Call Me Anytime» (з Eden, Maddox, та Eden-Ary)                                                                  | 2020 | —                       | —                       | —                       | —                       | —                       | —                       | —                       | Н/Д                     | Сингл без альбому                                                 |
| «Fireworks (I'm the One)» (불놀이야)                                                                             | 2021 | 148                     | —                       | 32                      | —                       | —                       | —                       | 6                       | Н/Д                     | Zero: Fever Part.2                                                |
| «Still Here» | 2021 | —                       | —                       | —                       | —                       | —                       | —                       | 24                      | Н/Д                     | Into the A to Z                                                   |
| «Dreamers» — \|\| — \|\| — \|\| 2 \|\| 24 \|\| — \|\| 16                                                         | 2021 | - Японія: 38,414 (фіз.) | Сингл без альбому       |                         |                         |                         |                         |                         |                         |                                                                   |
| «Be My Lover» (바다 보러 갈래?) (з Kim Jong-kook)                                                                | 2021 | —                       | —                       | —                       | —                       | —                       | —                       | 17                      | Н/Д                     | Season Songs                                                      |
| «Deja Vu» | 2021 | 49                      | —                       | 30                      | —                       | —                       | —                       | 4                       | Н/Д                     | Zero: Fever Part.3                                                |
| «Eternal Sunshine»                                                                                               | 2021 | —                       | —                       | —                       | —                       | —                       | —                       | —                       | Н/Д                     | Zero: Fever Part.3                                                |
| «Turbulence» (야간비행)                                                                                          | 2021 | —                       | —                       | —                       | —                       | —                       | —                       | 9                       | Н/Д                     | Zero: Fever Epilogue                                              |
| «The Real» (Heung version) (멋 (흥:興 Ver.))                                                                     | 2021 | 149                     | —                       | —                       | —                       | —                       | —                       | 6                       | Н/Д                     | Zero: Fever Epilogue                                              |
| «Rocky» (Boxers version)                                                                                         | 2022 | —                       | —                       | —                       | —                       | —                       | —                       | —                       | Н/Д                     | Beyond: Zero                                                      |
| «Guerrilla» | 2022 | 67                      | —                       | 8                       | —                       | —                       | 39                      | 5                       | Н/Д                     | The World EP.1: Movement                                          |
| «Halazia» | 2022 | 155                     | —                       | 38                      | —                       | —                       | 7                       | 2                       | Н/Д                     | Spin Off: From the Witness                                        |
| «Limitless» | 2023 | —                       | —                       | —                       | 2                       | 6                       | —                       | —                       | - Японія: 72,717 (Фіз.) | Сингл без альбому                                                 |
| «Bouncy (K-Hot Chilli Peppers)»                                                                                  | 2023 | 33                      | —                       | 34                      | —                       | —                       | 8                       | 4                       | Н/Д                     | The World EP.2: Outlaw                                            |
| «—» релізи, що не потрапили у чарти або не були випущені у відповідних регіонах. «*» чарт не існував на той час. |      |                         |                         |                         |                         |                         |                         |                         |                         |                                                                   |

### Колаборації
| Назва                                                                            | Рік  | Пікові позиції у чартах | Пікові позиції у чартах | Альбом               |
| Назва                                                                            | Рік  | KOR                     | US World                | Альбом               |
| -------------------------------------------------------------------------------- | ---- | ----------------------- | ----------------------- | -------------------- |
| «Summer Taste» (з Rain, Monsta X, та Brave Girls)                                | 2021 | —                       | —                       | Сингли поза альбомом |
| «Don't Stop»                                                                     | 2022 | —                       | 6                       | Сингли поза альбомом |
| «—» релізи, що не потрапили у чарти або не були випущені у відповідних регіонах. |      |                         |                         |                      |

## Інші пісні
| Назва                                                                            | Рік  | Пікові позиції у чартах | Пікові позиції у чартах | Пікові позиції у чартах | Альбом                              |
| Назва                                                                            | Рік  | KOR                     | HUN                     | US World                | Альбом                              |
| -------------------------------------------------------------------------------- | ---- | ----------------------- | ----------------------- | ----------------------- | ----------------------------------- |
| «HALA HALA (Hearts Awakened, Live Alive)»                                        | 2019 | —                       | —                       | 15                      | Treasure EP.2: Zero to One          |
| «Dancing like Butterfly Wings»                                                   | 2019 | —                       | 21                      | —                       | Treasure EP.3: One to All           |
| «Horizon» (지평선)                                                               | 2020 | —                       | —                       | 18                      | Treasure Epilogue: Action to Answer |
| «Take Me Home»                                                                   | 2021 | —                       | —                       | 16                      | Zero: Fever Part.2                  |
| «The Real» (멋)                                                                  | 2021 | —                       | 40                      | 6                       | Kingdom Final: Who is the King?     |
| «The Black Cat Nero» (검은 고양이 네로)                                          | 2021 | —                       | —                       | 21                      | Season Songs                        |
| «White Love» (여름날의 겨울동화)                                                 | 2021 | —                       | —                       | 25                      | Season Songs                        |
| «—» релізи, що не потрапили у чарти або не були випущені у відповідних регіонах. |      |                         |                         |                         |                                     |

## Саундтреки
| Назва                | Рік  | Альбом      |
| -------------------- | ---- | ----------- |
| «Let's Get Together» | 2022 | Mimicus OST |
| «Like That»          | 2022 | Lookism OST |

## Відеографія

### Музичні відео
| Рік  | Музичне відео                                     | Режисер(и)                            | Хореограф(и)                                               | Деталі                                       | Прим.  |
| ---- | ------------------------------------------------- | ------------------------------------- | ---------------------------------------------------------- | -------------------------------------------- | ------ |
| 2018 | «From»                                            | Н/Д                                   | Ateez                                                      | До дебюту як KQ Fellaz                       | Н/Д    |
| 2018 | «Pirate King» (해적왕)                            | Lee Gi-baek (Tiger Cave)              | 홍재민 (BBtrippin), Rie Hata, Ateez                        | Performance Video                            | [ 69 ] |
| 2018 | «Treasure»                                        | Lee Gi-baek (Tiger Cave)              | 홍재민 (BBtrippin), Anze Skrube                            | Дебютне музичне відео                        | [ 69 ] |
| 2019 | «Hala Hala (Hearts Awakened, Live Alive)»         | Jason Kim (Flipevil)                  | 홍재민 (BBtrippin)                                         | Performance Video                            | [ 71 ] |
| 2019 | «Say My Name»                                     | Jason Kim (Flipevil)                  | 홍재민 (BBtrippin), Anze Skrube, Josh Smith, Johnny Erasme | Н/Д                                          | [ 71 ] |
| 2019 | «Promise»                                         | Н/Д                                   | Н/Д                                                        | Special Music Video by M2                    | [ 72 ] |
| 2019 | «Illusion»                                        | Jason Kim (Flipevil)                  | 홍재민 (BBtrippin), Anze Skrube, Johnny Blaze              |                                              | [ 73 ] |
| 2019 | «Wave»                                            | Jason Kim (Flipevil)                  | 홍재민 (BBtrippin), Anze Skrube, Johnny Blaze              | [ 74 ]                                       |        |
| 2019 | «Aurora»                                          | Н/Д                                   | 홍재민 (BB Trippin)                                        | Н/Д                                          | Н/Д    |
| 2019 | «Aurora (NY Edition)»                             | Studio Choom                          | 홍재민 (BB Trippin)                                        | Special New York Edition by M2               | Н/Д    |
| 2019 | «Wonderland»                                      | Jason Kim (Flipevil)                  | 홍재민 (BBtrippin), Anze Skrube, Johhny Blaze, Josh Smith  | Н/Д                                          | [ 76 ] |
| 2019 | «Utopia»                                          | Junwoo Lee (Salt Film)                | 홍재민 (BBtrippin)                                         | Debut Japanese Music Video                   | [ 77 ] |
| 2020 | «Answer»                                          | Jason Kim (Flipevil)                  | 홍재민 (BBtrippin), Anze Skrube                            | Н/Д                                          | [ 78 ] |
| 2020 | «Answer (Japanese Version)»                       | Jason Kim (Flipevil)                  | 홍재민 (BBtrippin), Anze Skrube                            | Japanese MV                                  | [ 78 ] |
| 2020 | «Inception»                                       | Seong Wonmo (Digipedi)                | 홍재민 (BBtrippin)                                         | Н/Д                                          | [ 79 ] |
| 2020 | «Thanxx»                                          | Lee Gi-baek (Tiger Cave)              | 홍재민 (BBtrippin), Melvin Timtim                          | Н/Д                                          | [ 69 ] |
| 2020 | «The Black Cat Nero»                              | Chung Ki Youl (Digipedi)              | 홍재민 (BBtrippin)                                         | Halloween Performance Video                  | [ 80 ] |
| 2021 | «Fireworks (I'm the One)» (불놀이야)              | Jason Kim (Flipevil)                  | BBtrippin, Anze Skrube, Josh Smith                         | Н/Д                                          | [ 81 ] |
| 2021 | «Dreamers»                                        | Zanybros                              | Н/Д                                                        | Перший японський сингл                       | Н/Д    |
| 2021 | «Be My Lover» (바다 보러 갈래?) з (Kim Jong-kook) | Lee Gi-baek (Tiger Cave)              | BBtrippin                                                  | Колаборація                                  | Н/Д    |
| 2021 | «Deja Vu»                                         | Yeom Woojin                           | BBtrippin, Melvin Timtim                                   | Н/Д                                          | [ 82 ] |
| 2021 | «Eternal Sunshine»                                | Lee Gi-baek (Tiger Cave)              | BBtrippin, Keone Madrid                                    | Н/Д                                          | [ 83 ] |
| 2021 | «Turbulence» (야간비행)                           | Seong Wonmo, Chung Ki Youl (Digipedi) | BBtrippin, Lyle Beniga                                     | Н/Д                                          | [ 84 ] |
| 2021 | «The Real (흥 : 興 : Heung ver.)» (멋)            | Seong Wonmo, Chung Ki Youl (Digipedi) | BBtrippin, Rie Hata                                        | Н/Д                                          | [ 85 ] |
| 2022 | «Don't Stop»                                      | Shin Hee-won (STWT)                   | Н/Д                                                        | Universe Music                               | [ 86 ] |
| 2022 | «ROCKY (Boxers Ver.)»                             | OJun Kwon (ARFILM)                    | BBtrippin                                                  | Другий японський мніальбом                   | [ 87 ] |
| 2022 | «Guerrilla»                                       | Seong Wonmo, Moon Seokho (Digipedi)   | BBtrippin, Sienna Lalau                                    | Н/Д                                          | [ 88 ] |
| 2022 | «Paradigm»                                        | Lee Minju, Lee Hayoung (MOSWANTD)     | BBtrippin                                                  | Третій японський мініальбом Performance ver. | [ 89 ] |
| 2022 | «Halazia»                                         | Seong Wonmo, Moon Seokho (Digipedi)   | BBtrippin                                                  | Н/Д                                          | [ 90 ] |
| 2023 | «Limitless»                                       | JIMMY (VIA)                           | Н/Д                                                        | 1st Japan Single                             | [ 91 ] |
| 2023 | «Bouncy (K-Hot Chilli Peppers)»                   | Seong Wonmo (Digipedi)                | BBtrippin, Reina, 82 Aitty Too                             | Н/Д                                          | [ 92 ] |

### Інші відео
| Рік  | Назва                                                          | Режисер(и)             | Прим.  |
| ---- | -------------------------------------------------------------- | ---------------------- | ------ |
| 2020 | «Zero: Fever Part.1 'Diary Film'»                              | Seong Wonmo (Digipedi) | [ 79 ] |
| 2022 | «The World 'Movement' Official Trailer 1»                      | Seong Wonmo (Digipedi) | [ 93 ] |
| 2022 | «The World 'Movement' Official Trailer 2»                      | Seong Wonmo (Digipedi) | [ 93 ] |
| 2022 | «Spin Off: From The Witness Prologue»                          | Seong Wonmo (Digipedi) | Н/Д    |
| 2023 | «'Bouncy (K-Hot Chilli Peppers)' Official MV Opening Sequence» | Seong Wonmo (Digipedi) | Н/Д    |

## Нотатки
1. ↑  Ineligible after charting on Billboard 200.
2. ↑  Includes the Billboard K-pop Hot 100 (defunct as of 2022), and South Korea Songs (part of Billboard's Hits of the World (2022 onwards)).
3. ↑  Сингл «Be My Lover» не потрапив у Gaon Digital Chart, але посів 35 місце у Gaon Download Chart[60].
4. ↑  Сингл «Eternal Sunshine» не потрапив у Gaon Digital Chart, але посів 116 місце у Gaon Download Chart[61].
5. ↑  Сингл «Turbulence» не потрапив у Gaon Digital Chart, але посів 134 місце уGaon Download Chart[62].
6. ↑  Дані синглу «The Real» (Heung version) додані до показників оригінальної версії у чарті Billboard. Сингл «The Real» повернувся до чарту 25 грудня 2021, посівше 6 місце у щотижневому чарті[63].
7. ↑  Вказані як Ateez серез інших виконавців, але фактично пісню виконують лише Хонджун та Юнхо.
8. ↑  Пісня «Summer Taste» не потрапила у Gaon Digital Chart, але посіла 54 місце у Gaon Download Chart[65].
9. ↑  Пісня «Don't Stop» була випущена як промо-сингл для платформи Universe.
10. ↑  Пісня «Don't Stop» не потрапила у Gaon Digital Chart, але посіла 95 місце у Gaon Download Chart[66].
11. ↑  Пісня «The Real» не потрапила до Gaon Digital Chart, але посіла 14 місце у Gaon Download Chart[67].